# Биккер, Андрис
Андрис Биккер  (нидерл. Andries Bicker; крещён 14 сентября 1586 года, Амстердам — 24 июня 1652 года, Амстердам?) — богатый торговец с Россией, член городского совета, лидер арминианцев, директор Голландской Ост-Индской компании, депутат Генеральных Штатов Нидерландов и капитан городской милиции. Он управлял политической жизнью города в тесном сотрудничестве со своим дядей Якобом Дирксом де Граффом и своим братом Корнелисом Биккером.
Биккеры были одной из старейших аристократических династий Амстердама, на тот момент состоявшей из отца Андриса Геррита, торговца зерном и пивовара, и трёх его братьев, Якоба, Яна и Корнелиса. Они сконцентрировали в своих руках торговлю с Востоком, Западом, Севером и Средиземноморьем (дядя Андриса Лауренс Биккер был одним из первых торговцев с Гвинеей, где в 1604 году захватил четыре португальских корабля). В 1646 году семь членов семьи Биккеров, прозванных Лигой Биккеров, занимали важные политические и административные должности. Биккеры поставляли в Испанию серебро и корабли, поэтому были кровно заинтересованы в окончании Восьмидесятилетней войны. Это привело к их конфликту с штатгальтером и некоторыми провинциями, такими как Зеландия и Утрехт, а также с проповедниками-реформаторами.

## Биография
Андрис стал членом городского совета в 1616 году, в 1620 году — шеффеном Амстердама, и в 1627 году, немногим более сорока лет от роду — мэром Амстердама.  Он выдвинулся благодаря своему уму и умеренной позиции. В 1627 году он был делегирован в Швецию и Польшу чтобы завершить переговоры между этими двумя странами, помочь заключить мир и в то же время подписать новые договоры по торговле на Балтике. В 1631 году он владел несколькими земельными участками в Спандерсвауде, что в Гравеланде, местности, где сейчас находится прекрасный дом Тромпенбург. Биккеры также имели предприятие по добыче торфа в Дренте.
На торжественном приёме Марии Медичи в Амстердаме в 1638 году он и Альберт Бург приветствовали её от имени городских властей. В 1643 году он и Якоб де Витт прибыли в Швецию для посредничества между Швецией и Данией. Андрис Биккер был в оппозиции к штатгальтеру Фредерику-Генриху Оранскому, который намеревался сконцентрировать в своих руках пять адмиралтейств, что привело бы к утрате влияния Адмиралтейства Амстердама.
После заключения Мюнстерского мира Биккер придерживался мнения, что более нет надобности содержать постоянную армию, что втянуло его в яростный конфликт с принцем Вильгельмом II, унаследовавшего штатгальтерство своего отца Фредерика-Генриха. Чтобы вернуть себе власть, Вильгельм отправился с армией в поход на Дордрехт и Амстердам. Его войска заблудились в густом тумане и были замечены почтовым курьером, который предупредил сына Андриса, Герарда, дроста Мёйдена, прибыть без промедления в Амстердам. Мэры Амстердама вызвали городскую милицию, мосты подняли, ворота закрыли, пушки выдвинули на позиции.
Андрис Биккер, как и его брат Корнелис, уволился из городского совета, по одной из договорённостей его сменил Йохан Хёйдекопер ван Марсевен. Далее были братья-республиканцы Корнелис и Андрис де Графф и их последователи, которые господствовали в Амстердаме.  Племянница Андриса Вендела Биккер вышла замуж за влиятельного великого пенсионария Яна де Витта.